# Grand Canyon of the Stikine
Grand Canyon of the Stikine är en kanjon i Kanada.   Den ligger i provinsen British Columbia, i den centrala delen av landet, 3 900 km väster om huvudstaden Ottawa. Grand Canyon of the Stikine ligger 554 meter över havet.
Terrängen runt Grand Canyon of the Stikine är kuperad. Trakten runt Grand Canyon of the Stikine är nära nog obefolkad, med mindre än två invånare per kvadratkilometer..
I omgivningarna runt Grand Canyon of the Stikine växer i huvudsak barrskog.